# Salvatore Grimaldi
Salvatore Grimaldi, även kallad Cykelkungen, född 25 maj 1945 i Taranto, Italien, är en svensk entreprenör och VD i Grimaldi Industri AB samt tidigare ordförande i Företagarna. Han var gift med Eva Swartz tills hennes bortgång 20 juli 2024 och bor i Villa Geber i Diplomatstaden, Stockholm.

## Biografi
Grimaldi invandrade från Italien till Västerås i Sverige med sina föräldrar i början av 1950-talet. Efter att ha arbetat på Volvo startade han 1970 ett sliperi i garaget hemma i Köping. 1982 började han förvärva bolag. Bolagsförvärven styckade han upp och sålde sedan av de delar han inte själv önskade äga. Genom förvärv av företag som Bianchi, Monark, Crescent och Stiga har han skaffat sig en mycket stor förmögenhet.

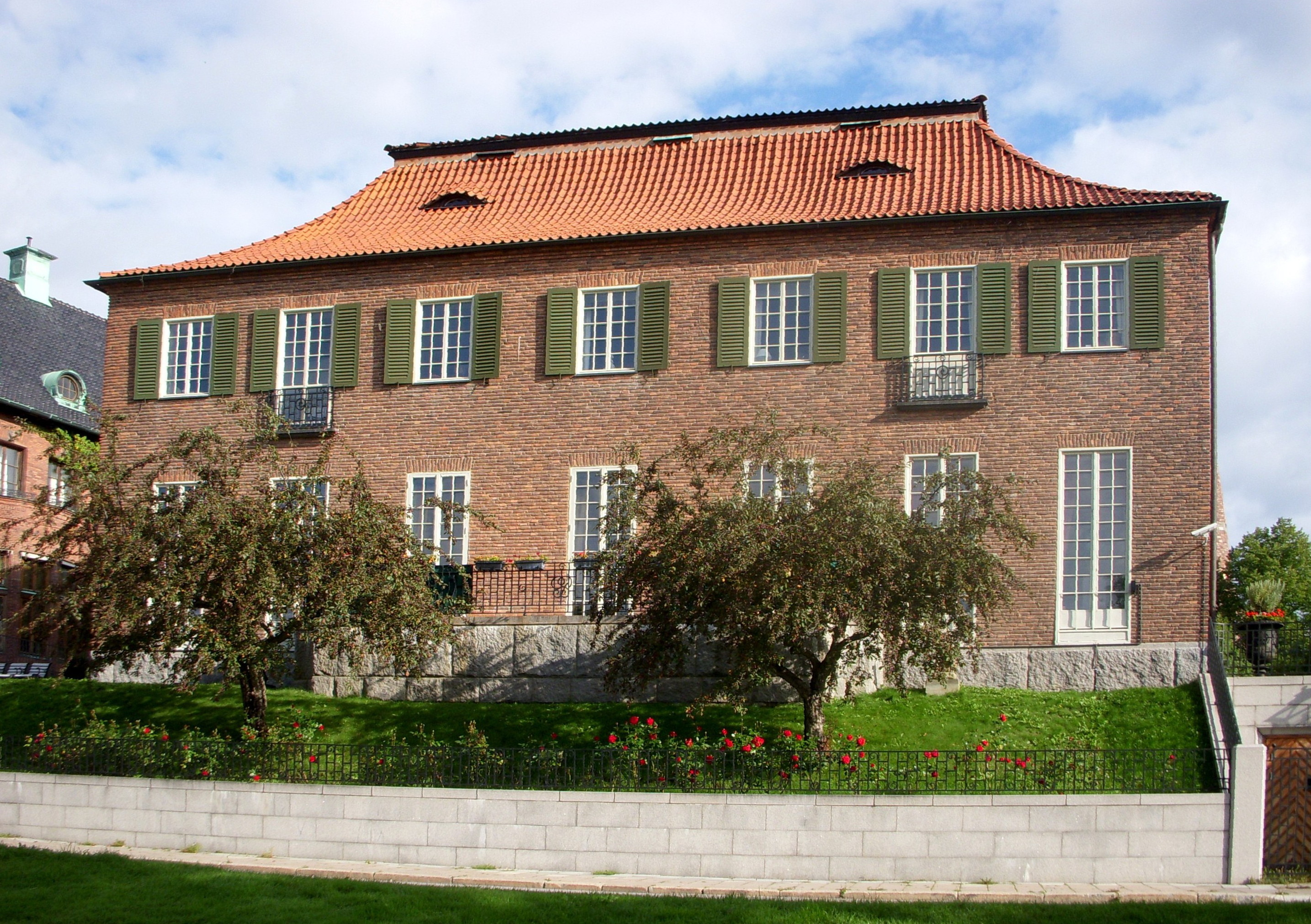
Villa Geber, Grimaldis nuvarande bostad.

2001 blev Grimaldi känd för sitt förvärv av den då historiskt dyraste svenska privatvillan, Villa Geber i Diplomatstaden, Stockholm, för 70 miljoner kronor. Grimaldi är därmed den enda privatperson, som numera äger en villa i det exklusiva området.
Den 1 juli 2002 var han värd för radioprogrammet Sommar.
Grimaldi var ordförande i Sveriges största företagarorganisation, Företagarna, 2004-2006. Han är även styrelseledamot i italienska handelskammaren, Accademia Italiana della Cucina, Direct Försäkringsmäklarna Västerås, Metropol Auktioner i Stockholm och även medlem i den Kungl. Ingenjörsvetenskapsakademien sedan 2004.
År 2004 blev Grimaldi hedersdoktor vid Mälardalens högskola.
1988 tilldelades Grimaldi Kungliga Patriotiska Sällskapets Näringslivsmedalj för framstående entreprenörskap, som bidragit till svenskt näringslivs utveckling.

## Företagsägande
Grimaldi Industri Group har cirka 1 700 anställda runt om i världen och omsätter över 4 miljarder kronor.
- Grimaldis Mekaniska Verkstad AB, Köping, tillverkar ringformiga precisionskomponenter, och var det företag som Grimaldi startade 1970. 1973 anställde han sin första medarbetare och 1980 hade han 15 anställda. A G Johanssons i Kolbäck var det första företagsköpet och förvärvades 1982. Företaget omsätter idag 80 miljoner på cirka 42 anställda.
- Contento, verkar inom e-Learning och IT-system för flexibelt lärande.
- Cycleurope med sonen Toni Grimaldi som VD, tillverkar cyklar under flera varumärken
- Karlsson Spools i Sala, har sedan 1955 tillverkat cirkulära precisionsdetaljer.
- Pricer startade 1991 i Uppsala, tillverkar system för datorstyrd fjärr-prismärkning inom handeln. Sedan 1998 del i Grimaldi Industri Group och har cirka 60 anställda.
- 3nine AB är ett teknikutvecklingsbolag som utvecklar lösningar för rening av processluft.
- Monark Exercise f.d. Krooncykeln, tillverkar test- och träningscyklar samt transport- och specialcyklar (tandem, post, paket, trehjulingar mm). 1954 konstruerade flygläkaren Wilhelm von Döbeln, instrumentmakaren Harry Hagelin och professor P-O Åstrand Monarks första ergometercykel, en cykel som var långt före sin tid och fortfarande används som referens.
- Grimaldi är delägare i Metropol Auktioner[5], som sedan 2000 bedriver auktioner i Stockholm.
- Storägare i Savosolar, ett finskt bolag som tillverkar internationellt prisbelönade solfångare, vars energieffektivitet och energitäthet är bland de bästa på marknaden.